# Білий Сидір Гнатович
Сидір Гнатович Білий (нар.1735 — пом.20 червня 1788, Кінбурн) — запорозький старшина, кошовий отаман Чорноморського козацького війська, командувач Чорноморської козацької флотилії, перший маршалок шляхти Херсонського повіту (1785–1787), активний учасник російсько-турецьких воєн другої половини XVIII століття. 

## Життя
Народився у 1735 році в старовинній козацькій родині. 
Від дружини Марії Данилівни мав дітей: сини Микола, Василь, Тимофій та Олександр, а також доньки Олександра (померла в дитинстві), Марія (в шлюбі Бредіхіна) та Ганна (в шлюбі Іванова). Син Микола — штабс-капітан, Василь — лейтенант флоту. Син (поручик у відставці, «поміщик 12 класу») Тимофій (нар.22 січня 1786) мав від першої дружини Катерини Семенівни синів Миколу (нар.3 січня 1821) і Тимофія (нар.19 червня 1826) та доньок Уляну (нар.1815), Клеопатру (нар.1816), Софію (нар.1817), Єлизавету (нар.1819), Віру (нар.1821), Катерину (нар.1822) та від другої дружини Варвари сина Олександра (нар.8 червня 1834). У свою чергу син капітан-лейтенант Олександр (нар.6 червня 1787) мав від дружини Софії Адамівни синів Олександра (нар.15 серпня 1821), Василя (нар.20 серпня 1822), був поміщиком села Василівка (до того Олександрівка) Дніпровського повіту Таврійської губернії) і Михайла (нар.30 листопада 1824) та доньок Варвару (нар.1 серпня 1830), Єлизавету (нар.1 грудня 1832), Євгенію (нар.26 листопада 1835), Марію (нар.27 березня 1838) і Олімпіаду (нар.4 серпня 1839).
В молоді роки навчався у Києво-Могилянській академії після чого подався на Січ. Вступив до запорозького товариства юнаком, навчався в січовій школі старшин.
Через виняткові здібності його ще в молоді роки обрали на посаду військового осавула. В цьому чині Сидір Білий брав участь у багатьох морських і сухопутних походах на Дунай і в Крим. В цих походах зростав його авторитет і досвід як козацького командира і як моряка.

Протягом 60-х років XVIII ст. він неодноразово виконував особисті доручення кошового отамана Петра Калнишевського. Оскільки освічений, розумний і відважний осавул завжди відстоював інтереси січового товариства, то користувався на Січі великою популярністю і повагою. Сидір Білий був добре відомий і в Санкт-Петербурзі. Вперше він побував там в складі козацького посольства на чолі з кошовим отаманом Петром Калнишевським у січні 1762 року на коронації Катерини ІІ. Імператриця приязно тоді зустріла козацьку делегацію і, як одного з небагатьох найдоблесніших своїх офіцерів, нагородила Сидора Білого золотою медаллю зі своїм портретом та дарувала йому дворянське звання.
Повернувшись на Січ після завершення російсько-турецької війни восени 1774 року, Сидір Білий вдруге у складі козацької депутації направляється до Петербурга. Цього разу він віз імператриці «чолобитну» кошового про захист запорозьких прав та про повернення відібраних у коша козацьких земель. Півроку оббивали пороги і покої височайших вельмож Сидір Білий разом з Антоном Головатим, та все марно. Доля Січі вже була вирішена 23 квітня 1775 року на так званій Раді при височайшім Дворі, куди Білого і Головатого й близько не допустили.
Коли руйнували Січ, Сидора Білого там не було, він знаходився в Санкт-Петербурзі. Прибувши на Січ, бойовий осавул побачив на місці колишньої неприступної козацької фортеці лише руїни і розриті окопи.
Тут треба віддати належне генерал-губернатору Малоросії, фельдмаршалу князю Григорію Потьомкіну, який не дозволив руйнівнику Січі генералу Текелію репресувати Сидора Білого після його повернення в Україну. За наказом Потьомкіна, Білого, як бойового козацького офіцера і дворянина, було звільнено зі служби у чині майора російської армії, «височайше» наділено українською ж землею і призначено керівником Новоселицького «уєзда» під Херсоном. У 1776 році Потьомкіну здалося, що досить вже козакам керувати на козацькій землі, і він замінив його на тому «уєзді» російським офіцером. Тоді майор Сидір Білий зайнявся скотарством, побудував млин, будинок, словом зайнявся господарством та громадською діяльністю. З 1785 по 1787 рік Сидір Білий, з перервами, займав посаду дворянського голови Херсонського повіту.
Про цей період життя Сидора Білого історики пишуть по-різному. Одні за те, що не пішов з більшістю козаків на Задунайську Січ, звинувачують його мало не в зраді, інші — що заради золотого «патретика» цариці і чина майора запродався імператриці. Досить цікаво саме цей період зображений у п'ятитомному народному(історичному) романі польськомовного українського письменника Міхала Грабовського «Гуляйпільська застава», в якому не тільки розповідається про життя Кошового, але й стверджується, що саме він вивів частину запорізьких козаків по суходолу за Дунай. Відповідно до цього роману був частим гостем у місті Гуляйпіль, оскільки тут мав цивільну дружину. Та правда, здається, в іншому. Освічений і розважливий, Сидір Білий добре розумівся в політиці й у розстановці тогочасних політичних і військових сил. Він, як ніхто іншій, розумів, що зберегти Січ в імперії в її історичному вигляді вже стало неможливим тому вважав, що національне козацьке військо і флот необхідно відроджувати на рідній землі, яка буде постійно поповнювати їх свіжими силами. Тому не пішов за Дунай, тому при першій нагоді почав створювати «Військо вірних козаків» і козацький флот, хоч і під імператорським орлом.
На той час у Херсоні для майбутнього Чорноморського флоту вже організовувалося будівництво нового покоління великих вітрильних кораблів — корветів, фрегатів та лінійних. Будувалися кораблі для козацького флоту і на Хортиці. Сидір Білий з колишніми запорожцями брав у будівництві флоту найактивнішу участь, займався комплектуванням екіпажів та їхньою підготовкою. «А матросів на Чорноморський флот набирати з селян полуденної Малоросії як одвічних мореплавців  і переможців над неприятелем», — вимагав у своїх реляціях князь Потьомкін.
Проте запорожці відгукувались неохоче. Всього зібралося близько однієї тисячі козаків. Їх отаманом став військовий осавул Сидір Білий, а його помічником — колишній суддя Війська Запорозького Антін Головатий. 6 квітня 1783 року козаків офіційно взяли на військову службу, як «вірних козаків». Розділятися військо мало на кінне («комонне»), піхоту та флотилію.
Одночасно, ліс для будівництва російських кораблів у Херсон сплавлявся Дніпром з Брянська. Тому кораблі будувалися з сирого дерева. Збудовану з такого матеріалу Дніпровську ескадру на початку 1783 року Катерина II наказала Потьомкіну терміново передислокувати в Крим, в Ахтіарську гавань, тобто в сучасний Севастополь. Переведеному із Балтики командиру Азовської флотилії контр-адміралу Федору Клокачову було приписано направити туди ж Азовську флотилію. У князя Потьомкіна адміралів з досвідом плавання в Дніпровсько-Чорноморському регіоні не було. Тож, щоб виконати «повеление матушки-царицы», йому довелось довірити перший похід новозбудованої імператорської Дніпровської флотилії «великого моря» козацькому отаману і майору одночасно Сидору Білому, в командирських здібностях якого Потьомкін не сумнівався.
Сидір Білий із завданням справився блискуче. Вранці 1 травня 1783 року 16 великих вітрильних кораблів Дніпровської флотилії увійшли в Ахтіарську гавань і стали на якорях у теперішній Севастопольській головній бухті. Наступного дня, 2 травня, по обіді в бухту ввійшла Азовська флотилія ставшого вже віцеадміралом Ф. Клокачова. За козацьким звичаєм Сидір Білий вітав побратимів з Дону гарматним салютом, а потім бенкетом на своєму флагманському кораблі.
Протягом тижня Сидір Білий знайомив Клокачова з кораблями Дніпровської флотилії та з районом плавання, Ахтіарською бухтою та Кримом взагалі. Говорячи про цю подію, слід особливо зауважити, що вона ретельно і дбайливо замовчувалася: намалювали велику картину, як не С. Білий, а генерал О. Суворов і адмірал Ф. Ушаков з картами в руках зустрічають величезну армаду Клокачова. Цю картину і сьогодні можна побачити в Музеї Чорноморського флоту Російської Федерації у Севастополі. А Сидір Білий мовби випарувався з історії.
У травні 1783 року — передавши, на вимогу князя Потьомкіна, Дніпровську флотилію віце-адміралу Ф. Клокачову, Сидір Білий повернувся до Херсона, де очолив Лиманську гребну флотилію «малого моря», яку ще треба було збудувати. На відміну від севастопольської ескадри, гребна флотилія мала складатися з вітрильно-гребних суден, призначених для висадки десанту і тарану важких лінійних кораблів. Становище з флотом було важким.
Займаючись будівництвом флотилії, отаман Білий одночасно займався розбудовою козацького війська. Проте бути «вірними козаками» бажаючих багато так і не виявлялося. Тоді, Г. Потьомкін оголосив, що колишні запорожці, котрі приведуть охочих, отримають офіцерські чини та дворянство. Набір козаків дещо пожвавився.

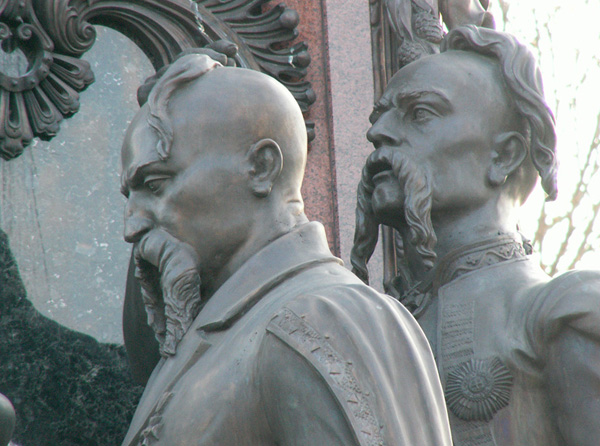
Сидір Білий і Захар Чепіга на пам'ятнику Катерині Другій у Краснодарі, Росія

На початку 1787 року до Сидора Білого приєднався колишній запорозький полковник Захар Чепіга з своїм товариством (близько 900 козаків). Протягом року піші козаки збиралися в Прогної під керівництвом Сидіра Білого, кінноту організовував в Чилеклеї Захар Чепіга, а Лиманську флотилію добудовував Антін Головатий.
Державний канцлер імперії Олександр Безбородько описував: «аби зустріти турецьку ескадру з 25 кораблів, виставлених Портою в Чорне море, малося лише 10 напівзгнилих кораблів: вони були побудовані з поганого матеріалу; флот із весельних галер, на який розраховували, взагалі не існує: Мордвінов, якому була довірена ця справа, думав тільки про те, щоб набити власні кишені,.. на відновлення флоту потрібно дев'ять мільйонів, але не знаю, звідки взяти ці гроші…» Кошти знайшли, грабуючи Україну і нові, «надбані», землі.
Лиманська гребна флотилія до 1787 року була збудована. Складалася вона із двох ескадр — традиційних козацьких чайок (одна з них знайдена водолазами і установлена в музеї на о. Хортиця в 1999 році) і скампавей (бригантин, одна із яких влітку 2003 року знайдена затопленою біля Хортиці), що призначалися для тарану великих кораблів і висадки десанту.
Потьомкін повеселішав — флот будується, і у 1787 році під час подорожі Катерини II до Криму, звелів Сидору Білому з загоном козаків супроводжувати царський почет, демонструючи при цьому цариці козацьку виправку. В Кременчуці Сидору Білому вдалося пробитися до цариці й особисто вручити їй «прошеніє» про відновлення українського козацького війська. Катерина була в настрої, задоволена козаками і пообіцяла «прошеніє» вірних їй козаків задовольнити. І задовольнила. Наказала Потьомкіну призначити командиром Лиманської флотилії німця, французького моряка принца Нассау-Зігена, якого взяла на російську службу і який надзвичайно сподобався їй під час подорожі Україною.
Сидір Білий в чині підполковника став командувати лише ескадрою запорозьких чайок. У грудні 1787 року за наказом Г. Потьомкіна українські козаки перейшли з Прогноїв до Васильківського урочища в гирлі Дніпра, де заклали військовий кіш (Васильківську Січ).
На військовій раді кошовим отаманом обрали Сидора Білого, а ще обрали старшину і 38 курінних отаманів «як одвіку водилося у Запорозькому Військові».
27 лютого генерал-аншеф О. Суворов, якого щойно було призначено командиром корпусу в армію Потьомкіна, прислав «вірного Запорозького Війська отаману кошовому Білому» пожалувані царицею військові клейноди: велику білу з синім хрестом корогву, кілька менших корогв куреням, булаву, бунчук і перначі. Ця корогва (прапор) стала основою сучасного Військово-морського прапора України, якому виповнилось вже 215 років.
13 травня Потьомкін надіслав Білому ще й печатку, але написаного на ній слова «Запорозького» не було. Катерина II заборонила вживати це слово, щоб, бува, в Україні не подумали, що відроджується історичне Запорозьке Військо Низове. Проте Суворов на застереження цариці не зважав і всюди називав запорожців «Запорозьким військом вірних козаків».
Розуміючи, яке значення мають для війська і народу юридично затверджені клейноди, Сидір Білий на коші зустрічав клейноди дуже урочисто. На урочистому засіданні військової ради клейноди освятили, провели молебень зі всім кошем, салютували з гармат. Прочитавши всі грамоти і документи на ордени Потьомкіна, направили йому козацькі подарунки й обрали почесним гетьманом. Як колись Петро Калнишевський, що в цей час закований в кайдани сидів ув'язнений у сирій ямі Соловецького монастиря, так тепер Сидір Білий щиро вірив, що вірною службою і пролитою в боях козацькою кров'ю можна заслужити в колонізаторів право вільного життя на рідній землі. Та кінця цього імперського шоу «з вірними козаками» Сидору Білому бачити не судилося.
7 вересня 1787 року розпочалася чергова російсько-турецька війна. В цій війні запорожці, як і в минулих війнах, мали бути авангардом російської армії. Трагедія їх полягала в тому, що тепер вони мали битися, окрім турецького флоту, ще й із запорожцями — задунайцями, які входили до складу турецьких військ.
І зустріч їх в бою не забарилася. В кінці вересня 1787 року турецьке командування вирішило захопити Кінбурнську фортецю, в якій знаходився Суворов зі своїм корпусом. Бій був жорстоким. На оточену фортецю турки кидали десант за десантом. Російські війська спливали кров'ю, сам Суворов був важко поранений, але бою не покидав. 1 жовтня на допомогу корпусу яничарів турки направили майже 4 тисячі козаків Задунайської Січі. Побачивши свіжий десант, Суворов запросив допомоги Лиманської флотилії.
Ескадра Сидора Білого вийшла назустріч ворожому десанту, але, побачивши в чайках своїх братів-запорожців, домовилися з ними не воювати і, пострілявши для вигляду з гармат, козацькі ескадри повернулися кожна до своїх берегів: Сидір Білий — до Суворова, а задунайці — до Очакова. Фактична відмова задунайських козаків від штурму позицій російських військ дозволила Суворову разом з пішими козаками скинути яничарів у лиман, чим і завершилась оборона Кінбурна.
Після невдалого штурму Кінбурна зі Стамбула на підмогу туркам в Очаків незабаром прибула ескадра із 50 кораблів на чолі з капудан-пашею Ескі-Гасаном.
Турецький флотоводець знав, що негода в морі фактично вивела з ладу російський флот «великого моря» — севастопольську ескадру контр-адмірала М. Войновича. Тому вирішив основний удар направити на Лиманську флотилію і, таким чином знищити Чорноморський флот. Лиманській флотилії довелось зустрітися віч-на-віч з цілим турецьким флотом.
Рано-вранці 21 травня турецькі кораблі вийшли на рейд Васильківської Січі і розпочали інтенсивний обстріл коша. Запорожці якраз відбували молебень і не спішили, турки не наближалися, а їхні ядра з далекої дистанції шкоди флотилії не чинили. Після молебню Сидір Білий посадив козаків на весла і, вишикувавшись бойовим порядком, розпочав атаку турецьких кораблів. Та Гасан-паша бою не прийняв і відвів свою ескадру до Очакова. Це була, так би мовити, проба сил. І сил нерівних. У складі турецької ескадри нараховувалося 10 лінійних кораблів, 6 фрегатів понад 40 менших кораблів. У козаків — лише чайки і скампавеї. Та більша маневреність козацьких чайок ніж трипалубних фрегатів і визначила перевагу козацького флоту у великій битві, що сталася у Дніпровському лимані 7 червня. Гасан-паша повів на Лиманську флотилію аж 57 своїх грізних бойових кораблів. Під час сильного вітру на веслах зі спущеними вітрилами, взявши на буксир неповороткі скампавеї, Сидір Білий атакував турецький флот. У цьому бою турки втратили три лінійних кораблі і змушені були відступити в Очаків.
17 червня у лимані поблизу Очакова спалахнув новий морський бій. Кілька кораблів Ескі-Гасана, маневруючи на мілководді, сіли на мілину. Лиманська флотилія сміливо їх атакувала. Від дії знаменитих козацьких «мін» в повітря злетіло шість турецьких фрегатів, три лінійних кораблі та біля десятка сандалів. Берегові батареї Суворова не дозволяли турецькому флоту організувати бойовий ордер, що змусило турецький флот втікати від козацької флотилії у відкрите море. Проте і запорожці, хоч і виграли битву, зазнали втрат. Під час абордажних боїв загинуло 18 козаків, в полон потрапило 235 козаків, картеччю було смертельно поранено і кошового отамана Сидора Білого.
Після бою козаки доставили пораненого Сидора Білого в Кінбурнську фортецю. Для його лікування О. Суворов, вражений козацькою звитягою у морському бою, надіслав своїх найкращих лікарів. Та це не допомогло кошовому.
Помер Сидір Білий 20 червня 1788 року у віці 53 років.
Поховали свого отамана козаки за старим запорозьким звичаєм — під гарматну пальбу — в Олександрівській церкві Кінбурнської фортеці.
На похоронах, коли відспівували славетного кошового, поряд з його труною з непокритими головами стояли Олександр Суворов, Антон Головатий і контрадмірал Джон Поль Джонс, славетний «Чорний корсар», засновник військово-морських сил Сполучених Штатів Америки, що перебував на російській службі і на той час командував вітрильною ескадрою Лиманської флотилії. Шотландський адмірал і запорозький кошовий щиро поважали один одного.

## Вшанування пам'яті
- Вулиця Сидора Білого в місті Первомайськ Миколаївської області.
- Вулиця Сидора Білого у місті Миколаїв.